# Восточная область (Буркина-Фасо)
Восто́чная (фр. Est) — область на востоке Буркина-Фасо.
- Административный центр — город Фада-Нгурма.
- Площадь — 46 256 км², население — 1 209 399 человек (2006 год).

## География
На юго-западе граничит с Восточно-Центральной областью, на северо-западе с Северо-Центральной областью, на севере с областью Сахель, на северо-востоке с Нигером, на юго-востоке с Бенином, на юге с Того.
В Восточной, весьма скудно заселённой области находятся крупнейшие национальные парки и природные резерваты Буркина-Фасо, в том числе национальный парк Арли. Западнее города Пама находится водохранилище Компьенга.

## Население
Коренное население в основном относится к народности гурма. В настоящее время Восточную область населяют также многочисленные мигранты из народов моси и фульбе.

## Административное деление
В административном отношении делится на 5 провинции:
| № | Провинция  | Адм. центр  | Население, чел. (2006) |
| - | ---------- | ----------- | ---------------------- |
| 1 | Няня       | Боганде     | 407 739                |
| 2 | Гурма      | Фада-Нгурма | 304 169                |
| 3 | Комонджари | Гаери       | 80 047                 |
| 4 | Компьенга  | Пама        | 75 662                 |
| 5 | Тапоа      | Диапага     | 341 782                |

## Экономика
Несмотря на то, что в области добываются полезные ископаемые, в том числе золото и медь, главным занятием жителей остаётся сельское хозяйство.